# The Vapors
The Vapors est un groupe britannique de new wave fondé en 1978. Son plus grand succès est le single Turning Japanese (en), qui se classe no 3 du hit-parade britannique en 1980 et no 36 aux États-Unis. Le groupe publie deux albums studio avant de se séparer en 1982. Trois des quatre membres d'origine se réunissent en 2016 et un troisième album voit le jour en 2020.

## Histoire

### 1978-1982
Les Vapors voient le jour en 1978, à Guildford, dans le Surrey. Le groupe est formé par le chanteur et guitariste Dave Fenton, qui profite de la disparition d'une autre formation, Ellery Bops, pour recruter le guitariste Edward Bazalgette (en) et le batteur Howard Smith. Ils sont rejoints peu après par le bassiste Steve Smith. Ce quatuor répète dans un local situé au-dessus de la laverie gérée par le père de Howard Smith et se produit pour la première fois en public au Godalming College (en), un lycée de Godalming, le 15 mai 1979.
Lors d'un concert, les Vapors sont repérés par Bruce Foxton (en), le bassiste du groupe The Jam, qui leur permet de décrocher des dates supplémentaires et accepte de leur servir d'imprésario avec John Weller, le père du chanteur des Jam, Paul Weller. Ils sont invités à faire la première partie des Jam lors de la tournée de promotion de l'album Setting Sons, de novembre à décembre 1979.
La même année, les Vapors signent chez United Artists Records et publient leur premier single, Prisoners, qui n'entre pas au hit-parade. Il est suivi de leur plus gros tube, Turning Japanese (en), qui se classe no 3 des ventes au Royaume-Uni et no 1 en Australie. Il entre également dans le Top 10 au Canada et en Nouvelle-Zélande, ainsi que dans le Top 40 aux États-Unis. Produite par Vic Coppersmith-Heaven (en), le producteur attitré des Jam, Turning Japanese est restée célèbre pour ses paroles ambigües qui sont souvent interprétées comme faisant référence à la masturbation,.
Le premier album des Vapors, New Clear Days, est également produit par Coppersmith-Heaven et sort en juin 1980. il reprend Turning Japanese et présente un son new wave avec des paroles abordant des questions sociales. Il entre dans le classement des meilleures ventes au Royaume-Uni (44e) comme aux États-Unis (62e).
Magnets, le deuxième album des Vapors, sort en mars 1981. À la suite du rachat de United Artists par EMI, il est édité par le label Liberty Records. Enregistré avec un autre producteur, David Tickle (en), il adopte un son plus power pop avec des morceaux aux paroles plus sombres. Le single Jimmie Jones fait ainsi référence à Jim Jones, le meneur de la secte du Temple du Peuple responsable du massacre de Jonestown en 1978. Cet album connaît de moins bonnes ventes que son prédécesseur et les Vapors se séparent en 1982. Par la suite, Fenton déclare dans un entretien à Record Collector que c'est avant tout le manque de soutien de leur label qui a causé la fin des Vapors, notamment l'annulation d'un single prévu.
Après la séparation du groupe, Dave Fenton fait carrière dans le droit et se spécialise dans les aspects juridiques de l'industrie musicale. À partir de 1999, il travaille comme solicitor pour la Musicians' Union, syndicat des musiciens britanniques,. Edward Bazalgette devient réalisateur pour la télévision et travaille notamment sur deux épisodes de la série Doctor Who en 2015,. Steve Smith forme le groupe Shoot! Dispute, qui apparaît dans l'émission de radio de John Peel au milieu des années 1980 et fait les premières parties de Bruce Foxton, puis rejoint le groupe de rap/rock 1ST.[réf. nécessaire]

### Depuis 2016
Après 34 ans d'inactivité, David Fenton, Ed Bazelgette et Steve Smith se produisent ensemble au Half Moon (en) de Putney, dans le sud-ouest de Londres, le 30 avril 2016. Avec un batteur invité remplaçant Howard Smith, ils interprètent Turning Japanese avant de quitter la scène. Ils effectuent ensuite une tournée de quatre dates en octobre-novembre 2016 avec Michael Bowes à la batterie. Le groupe donne plusieurs concerts en 2017 et 2018. Pour trois dates à New York, le fils de David Fenton, Dan Fenton, remplace Ed Bazelgette à la guitare solo. Ils effectuent la première partie de From the Jam, le groupe de Bruce Foxton, pendant leur tournée célébrant le 40e anniversaire de Setting Sons en 2019.
Le 3 mars 2020, les Vapors annoncent la sortie d'un nouvel album, Together, dont est extrait le single Crazy. Together sort le 15 mai, trente-neuf ans après Magnets. Les singles Girl from the Factory et Wonderland atteignent la première place du classement Heritage Chart compilé par United DJs au Royaume-Uni.

## Discographie

### Albums studios
| Année | Titre          | Label          | Meilleur classement | Meilleur classement | Meilleur classement | Meilleur classement | Meilleur classement |
| Année | Titre          | Label          | GBR                 | AUS                 | CAN                 | NZL                 | USA                 |
| ----- | -------------- | -------------- | ------------------- | ------------------- | ------------------- | ------------------- | ------------------- |
| 1980  | New Clear Days | United Artists | 44                  | 24                  | 41                  | 25                  | 62                  |
| 1981  | Magnets        | Liberty        | —                   | —                   | 39                  | —                   | 109                 |
| 2020  | Together       | Manmade Soul   | 87                  | —                   | —                   | —                   | —                   |

### Compilations
- 1995 : Anthology (One Way)
- 1996 : Turning Japanese: The Best of the Vapors (EMI)
- 1998 : Vaporized (Collectables)
- 2003 : The Best of the Vapors (EMI)
- 2021 : Waiting for the Weekend: The United Artists & Liberty Records Recordings (Cherry Red)

### Singles
| Année | Titre                                               | Meilleur classement | Meilleur classement | Meilleur classement | Meilleur classement | Meilleur classement | Meilleur classement | Meilleur classement | Album          |
| Année | Titre                                               | GBR                 | AUS                 | CAN                 | NZL                 | USA                 | US Dance            | US Rock             | Album          |
| ----- | --------------------------------------------------- | ------------------- | ------------------- | ------------------- | ------------------- | ------------------- | ------------------- | ------------------- | -------------- |
| 1979  | Prisoners / Sunstroke                               | —                   | —                   | —                   | —                   | —                   | —                   | —                   | hors album     |
| 1980  | Turning Japanese (en) / Here Comes the Judge (Live) | 3                   | 1                   | 7                   | 9                   | 36                  | 34                  | —                   | New Clear Days |
| 1980  | News at Ten / Wasted / Talk Talk                    | 44                  | —                   | —                   | —                   | —                   | —                   | —                   | New Clear Days |
| 1980  | Waiting for the Weekend / Billy                     | —                   | —                   | —                   | —                   | —                   | —                   | —                   | New Clear Days |
| 1981  | Spiders / Galleries for Guns                        | —                   | —                   | —                   | —                   | —                   | —                   | —                   | Magnets        |
| 1981  | Jimmie Jones / Daylight Titans                      | 44                  | —                   | —                   | —                   | —                   | —                   | 39                  | Magnets        |
| 2020  | Crazy                                               | —                   | —                   | —                   | —                   | —                   | —                   | —                   | Together       |
| 2020  | Together                                            | —                   | —                   | —                   | —                   | —                   | —                   | —                   | Together       |
| 2020  | Girl from the Factory                               | —                   | —                   | —                   | —                   | —                   | —                   | —                   | Together       |
| 2020  | Wonderland                                          | —                   | —                   | —                   | —                   | —                   | —                   | —                   | Together       |
| 2021  | One of My Dreams Came True                          | —                   | —                   | —                   | —                   | —                   | —                   | —                   | hors album     |
| 2022  | Novocaine                                           | —                   | —                   | —                   | —                   | —                   | —                   | —                   | hors album     |